# Agonist (farmakologija)
Agonist je hemijsko jedinjenje koje se vezuje za receptor ćelije i podstiče njegovu funkciju. Agonisti često oponašaju akcije supstanci koje se javljaju u prirodi. Dok agonist izaziva akciju, antagonist blokira akciju agonista. Inverzni agonist uzrokuje akciju koja je suprotna akciji agonista.

## Tipovi
Receptori mogu biti aktivirani ili inaktivirani bilo endogenim (poput hormona i neurotransmitera) ili egzogenim (poput lekova) agonistima i antagonistima, što rezultuje u stimulaciji ili inhibiciji biološkog odziva. Fiziološki agonisti su supstance koje uzrokuju isti telesne response ali se ne vezuju za isti receptor.
Endogeni agonist jednog receptora je jedinjenje koje se prirodno javlja u telu i koje se vezuje i aktivira taj receptor. Na primer, endogeni agonist za serotoninske receptore je serotonin, i endogeni agonist for dopaminske receptore je dopamin.

### Spektar efektivnosti
Super agonist je jedinjenje koje ima sposobnost proizvođenja responsa većeg od maksimalnog responsa endogenog agonista za data receptor, tako da je njegova efikasnost veća od 100%. Ovo ne mora da znači da je takav agonist potentniji od endogenog.
Puni agonisti se vezuju (imaju afinitet za) i aktiviraju receptor, pokazujući punu efektivnost na tom receptoru. Jedan primer leka koji dejstvuje kao pun agonist je izoproterenol, koji oponaša akciju adrenalina na β adrenergičkim receptorima. To je isto slučaj sa morfinom, koji oponaša endorfine na μ-opioidnim receptorima u centralnom nervnom sistemu.
Parcijalni agonisti (kao što su buspiron, aripiprazol, buprenorfin, ili norklozapin) se takođe vezuju i aktiviraju dati receptor, ali oni imaju samo parcijalnu efikasnost u odnosu na pun agonist. Jedna studija na benzodiazepinskim sedativima je pokazala da parcijalni agonisti imaju manje od pola jačine punih agonista. Za parcijalne agoniste poput abekarnila je pokazano da imaju smanjenu stopu i težina zavisnosti i sindroma povlačenja.
Inverzni agonist je agens koji se vezuje na isto vezujuće-mesto receptora kao i agonist tog receptor i poništava konstitutivnu aktivnost receptora. Inverzni agonisti imaju suprotni farmakološki učinak od agonista receptora.